# Sphiggurus
Sphiggurus é um gênero de roedor da família Erethizontidae.

## Espécies
- Sphiggurus ichillus (Voss e da Silva, 2001)
- Sphiggurus insidiosus (Lichtenstein, 1818)
- Sphiggurus melanurus (Wagner, 1842)
- Sphiggurus mexicanus (Kerr, 1792)
- Sphiggurus pruinosus (Thomas, 1905)
- Sphiggurus roosmalenorum (Voss e da Silva, 2001)
- Sphiggurus spinosus (F. Cuvier, 1823)
- Sphiggurus vestitus (Thomas, 1899)
- Sphiggurus villosus (F. Cuvier, 1823)